# Aziz Mian
Aziz Mian (* 17. April 1942 in Delhi, Indien; † 6. Dezember 2000 in Teheran, Iran) war ein pakistanischer Sänger und ein bedeutender Vertreter des Qawwali.
Mian wurde 1942 in Indien geboren und zog 1947 als Fünfjähriger mit seiner Familie in das neugegründete Pakistan, als Zehnjähriger begann er als Schüler von Ustad Abdul Wahid den Qawwali-Gesang zu erlernen. Darüber hinaus war er 16 Jahre lang Schüler von Data Ganj Baksh, einem der geachtetsten Sufis in Indien. Weiterhin hat er akademische Grade der Punjab University, Lahore, in Geschichte und Urdu-Literatur erworben.
Seinen Durchbruch erlebte Mian 1966 mit einem Auftritt in Teheran vor Schah Mohammad Reza Pahlavi. Bis zu seinem Tode hatte er für seine künstlerische Tätigkeiten fast jede mögliche Auszeichnung in Pakistan und Indien erhalten. Sein Motto war Insan azim hai, d. h. Der Mensch ist wundervoll.
Am 6. Dezember 2000 hielt er sich in Teheran auf, um dort auf Einladung der Regierung zum Todestag des Imam Ali zu singen. Aufgrund von Komplikationen durch eine Hepatitis starb er dort. Er hinterließ drei Söhne, Imran, Tabrez und Naeem, alle drei sind ebenfalls Qawwali-Sänger, stilistisch in der Tradition ihres Vaters.